# 杨昌基
杨昌基（1932年—2022年3月12日
），上海人。中华人民共和国政治人物。
1964年，毕业于南京中国药科大学。供职于东北制药总厂、中国医学科学院药物研究所工作。历任河南省医药局副局长，经济体制改革办公室常务副主任，后担任河南省人民政府第一副秘书长兼办公厅主任，上海市浦东开发领导小组常务副组长兼上海市浦东开发办公室主任。1991年7月，担任国务院生产办副主任。1992年7月，任国务院经贸办副主任。1993年5月，任国家经贸委常务副主任。后任中国联通有限责任公司董事长。